# تاريخ التصوير المقطعي المحوسب
تعود جذور تاريخ التصوير المقطعي المحوسب بالأشعة السينية إلى اكتشاف فيلهلم كونراد رونتغن للأشعة السينية عام 1895، واعتمادها السريع في التشخيص الطبي. رغم النجاح الكبير الذي حققته الأشعة السينية التقليدية في أوائل القرن العشرين، كانت تعاني من قصور كبير، إذ أن التصوير القائم على الإسقاط كان يفتقر إلى المعلومات المتعلقة بالعمق، وهي عنصر أساسي في العديد من المهام التشخيصية. لتجاوز هذا القصور، وجب الحصول على إسقاطات إضافية للأشعة السينية من زوايا مختلفة. واجه العلماء والمهندسون حول العالم هذا التحدي من الناحيتين الرياضية والتجريبية، إذ عمل العديد منهم بشكل مستقل لإيجاد الحلول. جاء التطور الحاسم أخيرًا في سبعينيات القرن العشرين على يد غودفري هاونزفيلد، إذ ساهم التقدم في قدرات الحوسبة وتطوير أجهزة التصوير المقطعي التجارية في جعل الاستخدامات التشخيصية الروتينية ممكنة.

## التصوير المقطعي للمستوى البؤري
كانت المحاولات المبكرة لتجاوز مشكلة تراكب البنى، وهي سمة متأصلة في التصوير الإشعاعي الإسقاطي، تتمثل في تقنيات يتم فيها تحريك مصدر الأشعة السينية والفيلم الكاشف بشكل متزامن على طول مسارات محددة. استندت هذه التقنيات إلى مبادئ الهندسة الإسقاطية، ما أتاح «تركيز» مستوى (أو شريحة) معين في أثناء التعرض للأشعة، بينما تظهر البنى الموجودة فوق وتحت هذا المستوى بشكل غير واضح أو ضبابي. أصبحت هذه الطريقة تُعرف باسم التصوير التخطيطي أو التصوير المقطعي للمستوى البؤري. من أبرز المساهمين في تطويرها الطبيب الفرنسي أندريه بوكاج، وأخصائي الأشعة الإيطالي أليساندرو فاليبونا، وأخصائي الأشعة الهولندي برنارد جورج زايدس ديس بلانتس.
في عام 1961، اقترح طبيب الأعصاب ويليام أولدندورف منهجًا مميزًا لتصوير البنى داخل الجمجمة. طور إعدادًا تجريبيًا يستخدم شعاعًا دقيقًا وعينة دوّارة تتحرك ببطء في خط مستقيم عمودي على محور الشعاع. أتاح له هذا النظام تسجيل اختلافات الكثافة الإشعاعية ضمن عينة اختبار تحتوي على مسامير من الألمنيوم والحديد مرتبة بشكل دائري حول المركز، لمحاكاة بنية الجمجمة. يمكن اعتبار طريقة أولدندورف شكلًا من أشكال التصوير المقطعي بالنقطة البؤرية، إذ كان يلتقط بيانات من نقاط تقع على خط أو مسار معين، بينما تظهر الأجسام الواقعة خارج مركز الدوران ضبابية. في عام 1963، مُنح براءة اختراع أمريكية لابتكاره «جهاز يُصدر طاقة إشعاعية لفحص مناطق محددة من الأجسام الداخلية المحجوبة بمواد كثيفة». تقديرًا لمساهماته، تقاسم جائزة لاسكر عام 1975 مع غودفري هاونزفيلد.
استمرت هذه الأساليب المقطعية المبكرة، التي اعتمدت بشكل حصري على التقنيات الميكانيكية، في التطور طوال منتصف القرن العشرين، ما أدى تدريجيًا إلى إنتاج صور أكثر وضوحًا وإتاحة تحكم أكبر في سمك المقطع المدروس. دفع هذا التقدم تطوير أجهزة أكثر تعقيدًا ومتعددة الاتجاهات قادرة على التحرك في عدة مستويات، وتحقيق تشويش أكثر فعالية للبنى غير الواقعة في البؤرة. مع ذلك، ورغم هذه التطورات في التصوير المقطعي للمستوى البؤري، بقيت قدرته على تصوير الأنسجة الرخوة محدودة للغاية بسبب ضعف التباين.

## الماسحات التجارية
بعد العرض العلني للنتائج الأولية في عام 1972 والاستقبال الحماسي من قبل المجتمع الإشعاعي، بدأت عدة شركات حول العالم في تطوير أنظمة التصوير المقطعي المحوسب الخاصة بها. بعد خمس سنوات فقط، كان هناك ما لا يقل عن 17 شركة نشطة بالفعل في السوق العالمية، تقدم ماسحات مقطعية تجارية. قاد هذا التقدم ابتكارات في مجالات متعددة، شملت تحسين أنابيب الأشعة السينية وتطوير الكواشف وتسريع معالجة البيانات وخوارزميات إعادة البناء المتقدمة. شكّلت هذه التطورات التكنولوجية الأساس لما يُعرف بـ«أجيال» أجهزة التصوير المقطعي، بدءًا من الجيل الأول وحتى الجيل الخامس. على المدى الطويل، أثبتت أجهزة التصوير المقطعي التي تستخدم حزمة أشعة مروحية وتقنية الدوران المزدوج -المعروفة بأجهزة الجيل الثالث- أنها الأكثر عملية. بفضل ابتكارات مثل أنابيب الأنود (المصعد) الدوّارة والمسح الحلزوني وتقنية الحلقات المنزلقة، ما تزال هذه الأجهزة تهيمن على السوق حتى اليوم. صنف بعض المصنعين الأجهزة المزودة بهذه التطورات الجديدة أحيانًا ضمن «الجيل السادس» لأغراض تسويقية، إلا أن هذا المصطلح لم يلقَ قبولًا واسعًا.

### ماسحات الجيل الأول
في أجهزة التصوير المقطعي من الجيل الأول -مثل تصميم هاونزفيلد إي إم آي مارك 1 -كان أنبوب الأشعة السينية، الذي يعمل عادةً بجهد 120 كيلو فولت وتيار 32 ميلي أمبير، يصدر شعاعًا دقيقًا على شكل قلم ضوئي موجهًا نحو كاشف مكوّن من عنصرين (يلتقط مقطعين بسماكة 13 مم في وقت واحد). كان هذا الكاشف يتألف من ومّاضات يوديد الصوديوم المشعة المرتبطة بصمامات تضخيم الضوء. يتحرك كل من الأنبوب والكاشف بشكل خطي عبر جسم المريض عند زاوية ثابتة من جهاز التصوير (الجانتري). بعد كل حركة عرضية، تُجمع فيها 160 نقطة بيانات (صفّين من 80 قياسًا بفواصل 1.5 مم)، يدور الجهاز بمقدار درجة واحدة حول مركز الفتحة وتتكرر العملية، ليتم في النهاية جمع 180 إسقاطًا خلال خمس دقائق. كان من الضروري معايرة الكاشف من حيث الكسب والانحراف في بداية كل حركة خطية.

### ماسحات الجيل الثاني
لتحقيق سرعات مسح أسرع، تم توسيع حزمة الأشعة السينية الضيقة الشبيهة بالقلم إلى حزمة على شكل مروحة، واقتُرنت بعدة كواشف -غالبًا ما يزيد عددها عن عشرة. مكّنت هذه التهيئة النظام من أخذ عينات من الجسم على طول عدة خطوط في وقت واحد، ما قلّل بشكل كبير من عدد الدورانات المطلوبة لإعادة بناء الصورة، رغم أن بروتوكول التحريك–الدوران كان ما يزال مستخدمًا. مثلًا، تميزت سلسلة سي تي 5000 من شركة إي إم آي، التي طُرحت في عام 1975، بـ30 كاشفًا يغطي أكثر من 10 درجات، ما قلل وقت المسح إلى 20 ثانية فقط لكل شريحة -وهو وقت سريع بما يكفي لتصوير بعض أجزاء الجسم خلال حبس نفس واحد.

### ماسحات الجيل الثالث
كان استخدام حزمة مروحية عريضة لإضاءة مجال الرؤية بالكامل تطورًا منطقيًا، وقد تصوّره لأول مرة تيتيليباوم وكورينبلوم في عام 1958، ثم لاحقًا هاونسفيلد في مقترح مشروعه الأولي لدى شركة إي إم آي عام 1968، وأيضًا في براءات اختراعه. للتكيف مع هذه البنية، تم ترتيب مصفوفة كواشف أكبر على شكل قوس منحني على طول الجانتري، ما أتاح لها التقاط العرض الكامل لحزمة الأشعة المروحية. نتيجةً لذلك، لم تعد هناك حاجة إلى حركة انتقالية للحصول على إسقاط كامل، ما أدى إلى ظهور نظام «الدوران–الدوران»، إذ يدور كل من أنبوب الأشعة السينية ومصفوفة الكواشف حول المريض.

### ماسحات الجيل الرابع
بالتوازي مع تطوير أنظمة التصوير المقطعي المحوسب من الجيل الثالث، استُكشفت طرق بديلة تهدف إلى تقليل التعقيد الميكانيكي وتجنّب الأجزاء المتحركة. بشكل خاص، صُممت أنظمة تستخدم مصفوفات كواشف ثابتة تمتد على محيط الجانتري بالكامل. في هذه الأنظمة، يدور مصدر الأشعة السينية فقط، ما أدى إلى ما يُعرف باسم بنية «الدوران–الثابت» أو الجيل الرابع.

### ماسحات الجيل الخامس (التصوير المقطعي المحوسب بالإشعاع الإلكتروني)
يُعد التصوير المقطعي المحوسب بالإشعاع الإلكتروني ابتكارًا رئيسيًا آخر في تقنيات التصوير المقطعي المحوسب، إذ سعى إلى القضاء تمامًا على الأجزاء الميكانيكية المتحركة من خلال استخدام مصفوفة كواشف ثابتة ومصدر أشعة سينية ثابت. تم تحقيق ذلك باستخدام أنود شبه دائري وكبير من التنجستن مكوَّن من عدة أقواس، تُمرر عبرها حزمة إلكترونية. كان أحد هذه الأنظمة جهاز إماترون سي-100، الذي طوّره دوغلاس بّي. بويد في جامعة كاليفورنيا، سان فرانسيسكو، وطُرح في عام 1981. أتاح هذا الجهاز دقة زمنية غير مسبوقة تراوحت بين 33-100 ميلي ثانية.